# Pietro Bonfante
Pour les articles homonymes, voir Bonfante.
Pietro Bonfante (Poggio Mirteto,1864 – Rome, 1932) est un juriste et un universitaire italien spécialiste du droit romain.

## Biographie
Pietro Bonfante est le père de Giuliano, linguiste et éminent expert de langues indo-européennes ainsi que de langues mortes, et grand-père de Larissa, archéologue et étruscologue.
Spécialiste du droit romain, il enseigna dans les universités de Turin, Pavie et « La Sapienza » de Rome.
Dans la période de 1915/1917, il fut recteur de l'université privée Bocconi à Milan.
En 1929, il fait partie des premiers membres, nommés par décret, de l'Académie d'Italie, créée trois ans plus tôt par Mussolini.

## Ouvrages
- Istituzioni di diritto romano, ed. G. Giappichelli, 1946.
- Lezioni di storia del commercio, ed. A. Giuffrè, 1982.
- Diritto romano ed. A. Giuffrè, 1976.
- Opere complete ed. A. Giuffrè, 1900.
- Corso di diritto romano, ed. A. Giuffrè, 1963.
- Le singole iustae causae usucapionis e il titolo putativo,ed. Fratelli Bocca, 1894.
- Istituzioni di diritto romano,ed. F. Vallardi, 1907.
- Storia del diritto romano,ed. Società editrice libraria, 1923.
- Istituzioni di Diritto Romano,ed. Adamant Media Corporation, 2004.
- Scritti giuridici varii,ed. Unione tipografico-editrice torinese, 1916.
- Lezioni di filosofia del diritto ed. A. Giuffrè, 1986.
- Il punto di partenza nella teoria romana del possesso texte intégral, 1905.
- L'origine dell' "hereditas" e dei "legata" nel diritto successorio romano,texte intégral, ed. Tip. dell'Unione cooperativa editrice, 1891.

## Crédit d'auteurs
- (it) Cet article est partiellement ou en totalité issu de l’article de Wikipédia en italien intitulé « Pietro Bonfante » (voir la liste des auteurs).